# 중부턱수염도마뱀
중부턱수염도마뱀(Central bearded dragon)은 내륙턱수염도마뱀(Inland bearded dragon)라고도 불리며, 이 종은 오스트레일리아 동부와 중부의 건조한 지역에서 반건조한 지역까지 서식하는 아가마과 도마뱀아목의 한 종이다.

## 묘사
성숙한 턱수염도마뱀은 총 길이가 약 60cm, 즉 2피트에 이를 수 있으며 꼬리가 그 절반 이상을 차지한다. 수컷은 더 넓은 배설강 입구, 더 넓은 꼬리 밑부분, 더 크고 각진 머리, 더 발달된 턱수염 (장내 목구멍), 그리고 명백한 반음경 소지로 인해 암컷과 구별될 수 있기 때문에 성적 이형성이 존재한다. 수컷은 암컷보다 더 뚜렷한 대퇴공을 가지고 있다(이는 뒷다리 아래쪽에 왁스 같은 돌기가 있는 것으로 볼 수 있다). 턱수염도마뱀은 밝은 갈색, 적갈색, 빨간색, 노란색, 흰색, 주황색 등 다양한 비늘 색깔을 가질 수 있으며, 오늘날에도 취미와 전문가들의 선택적인 번식 덕분에 많은 흥미로운 색깔의 "변형"이 존재한다.
카멜레온과 비슷하게 턱수염도마뱀은 기분에 따라 적당한 색 변화를 유도할 수 있다. 또한, 이 용들은 목, 목, 머리, 몸통 양쪽을 따라 흐르는 뾰족한 비늘을 최대한으로 공기를 흡입하여 포식자에게 더 크게 보일 수 있다. 날카로운 모양의 성장과 돌출부는 실제로는 매우 부드럽고 섬세하지만, 맹금류, 여우, 떠돌이 개 또는 딩고와 같은 포식자에게는 불쾌감을 줄 수 있다. 턱수염도마뱀은 궁지에 몰리거나 위협을 받으면 몸을 땅에 대고 납작하게 만들고 갈비뼈를 바깥쪽으로 확장하며 입을 벌리고 "턱수염"을 확장한다(장경 주머니는 작은 규모이긴 하지만 목도리도마뱀의 방어 전술과 유사한다). 장경 주머니는 본질적으로 이 종에게 "턱수염"이라는 별명을 부여하며, 위협을 받거나 구애나 영토 전시 중에 색이 어두워질 수 있다. 이 두 가지 특징은 모두 인간의 턱수염과 유사하게 보인다. 수컷은 일반적으로 암컷보다 "턱수염"이 더 어둡고, 짝짓기 시즌과 구애 기간 동안에는 일반적으로 검은색에 가까운 색으로 어두워진다. 턱수염도마뱀은 대부분의 아가마과 도마뱀과 마찬가지로 다리가 튼튼하여 움직이는 동안 몸을 완전히 땅에서 들어 올릴 수 있다. 이는 뜨거운 땅에서 열 흡수를 줄이고 몸 아래의 공기 흐름을 촉진하기 위해 사용된다.

## 행동생태학
중부턱수염도마뱀은 주로 뉴사우스웨일스주, 노던 준주, 퀸즐랜드주 및 사우스오스트레일리아주 내륙 지역인 중부 오스트레일리아의 반건조 삼림지대, 건조 삼림지대, 암석 사막 지역에 서식한다. 이들은 숙련된 등반가로 나무 팔다리, 울타리 기둥, 덤불 속에서 땅 위만큼이나 많은 시간을 앉아 목욕을 한다. 아침과 초저녁에는 노출된 나뭇가지나 바위에서 햇볕을 쬐고, 오후의 가장 더운 시간에는 그늘진 지역이나 굴로 후퇴하는 경우가 많다.
중부턱수염도마뱀은 기회주의적 잡식성 동물이다. 이들은 먹이를 찾기 어려운 지역에 서식하기 때문에 특별히 까다로운 먹이를 먹지 않다. 이들의 배는 상당량의 식물, 과일, 곤충, 벌레, 그리고 가끔씩 작은 설치류나 도마뱀을 수용할 수 있을 만큼 충분히 크다.

## 번식
성 성숙 연령은 측정되지 않았지만 약 1~2년으로 추정된다. 턱수염도마뱀의 성 성숙을 결정할 때 나이보다 몸집과 성장률이 더 중요하다. 수컷은 서로에게 매우 공격적으로 변하며 수염을 부풀리고 빠른 머리 흔들기를 통해 자신의 지배력을 주장한다. 번식은 일반적으로 이른 봄에 이루어진다. 암컷은 모래를 파는 얕은 둥지에 11~30개의 타원형 알을 낳는다. 알을 낳은 후에는 묻혀서 방치한다. 알은 부화 온도에 따라 약 60~80일 후에 부화한다. 포획 상태에서는 스티로폼 어항에서 배양할 수 있지만 수컷 도마뱀이 없으면 암컷의 알은 비옥하지 않다. 그러나 수염이 있는 암컷 도마뱀은 정자를 유지할 수 있어 수컷과 분리된 후에도 비옥한 알을 낳을 수 있다.
구애는 수컷이 지배력을 발휘하기 위해 "머리를 흔드는" 행위를 포함한다. 암컷이 복종적인 행동을 보이면 수컷은 입으로 암컷의 머리 뒤쪽을 잡고 수컷은 암컷의 앞다리를 상체로 감싸 암컷이 움직이지 못하도록 한다. 교미와 수정은 빠르다. 임신 기간은 평균적으로 약 한 달 반 정도이다.